# Yovon
Yovon (Tajik: Ёвон)  est une ville de la province de Khatlon au Tadjikistan.
Sa population est estimée à 36 700 habitants en 2020.
La ville est reliée à Bokhtar (Qurghonteppa) par une voie ferrée construite entre 1966 et 1980.